# Ave crux spes unica

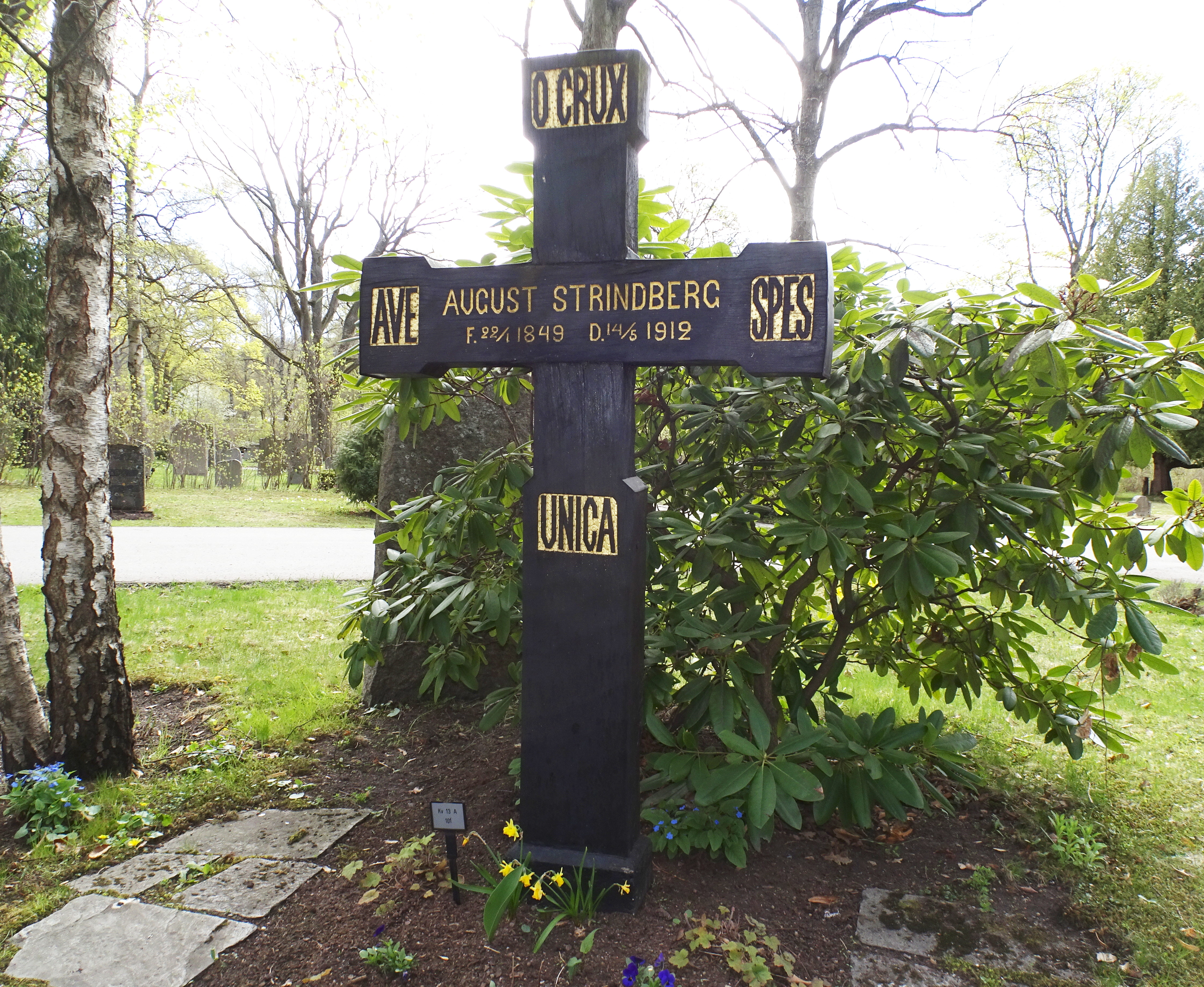
Lápida de August Strindberg's con la inscripción "O CRUX AVE SPES UNICA"

Ave crux, spes unica o O Crux ave, spes unica es un lema o expresión piadosa en latín que significa «Saludo a la Cruz, nuestra única esperanza». La expresión tiene una larga historia en la piedad católica y de vez en cuando es el lema utilizado por los obispos e instituciones católicas, así, es el lema de la Congregación de Santa Cruz y del cardenal Daniel DiNardo, cardenal-arzobispo de Galveston-Houston.

## Origen
Es la novena estrofa del Vexilla Regis, un himno compuesto por el obispo san Venancio Fortunato en el siglo VI con motivo del traslado de las reliquias de la Vera Cruz de Jerusalén al monasterio de Poitiers en Francia. Fue cantada por primera vez el 19 de noviembre de 569.
O Crux ave, spes unica,

hoc Passionis tempore

piis adauge gratiam,

reisque dele crimina.
Se traduce como:
¡Salve, oh cruz, nuestra única esperanza!,

En este tiempo de Pasión

aumenta la gracia a los piadosos

y borra los pecados de los culpables.

- Datos: Q64092
- Multimedia: Ave crux spes unica / Q64092